# Astrotite
Astrotite es una herramienta de archivado, cifrado y compresión de datos. Los archivos generados por Astrotite son de extensión .AFA y .ZIP.

## Características
- Astrotite comprime los datos de los ficheros con un ratio de compresión similar a WinZip o WinRar, pero la velocidad de compresión y descompresión es varias veces superior al hacer un uso intensivo de los nuevos ordenadores con multiprocesador.[2]
- Astrotite cifra los datos de los ficheros de forma automática o con una contraseña introducida por el usuario con [Advanced Encryption Standard|AES] y CAST de 256 bits de key.
- Astrotite oculta ficheros dentro de un fichero .AFA, de tal forma que si no se dispone de la contraseña de ocultación correcta no se podrá saber que existen tales ficheros dentro del archivo .AFA
- Astrotite permite la compresión a ficheros .AFA y .ZIP.
- Astrotite permite la descompresión de ficheros .ZIP, .RAR(Windows solamente), .TAR, .BZ2, .CAB, .ISO, .GZ, .TAR.GZ y .AST2 .
- Astrotite permite que si se comprimen los mismos datos desde ordenadores diferentes, los archivos resultantes .AFA tendrán el mismo hash de archivo.
- Borrado seguro de archivos usando AstroDestructor, una herramienta integrada en Astrotite.
- Reparación de datos offline (desconectado de internet) con el Rathizador, una opción incluida en Astrotite.
- Reparación de datos en línea (conectado a internet) con AstroA2P, otro programa incluido en el paquete con Astrotite.

## A2PCod, A2PLink y Archivos de reparación
Astrotite puede convertir los ficheros .AFA a varios formatos de tamaño mínimo para su compartición o reparación por medio del AstroA2P:
- A2PCod: Crea una imagen que contiene los datos del hash, tamaño y nombre del fichero .AFA, de forma similar a otros QRCodes.
- A2PLink: Crea una cadena de texto que contiene el hash y tamaño del fichero .AFA, de forma similar a un Elink de la red EMule.
- Archivo de reparación .RTR: Crea un archivo que contiene el hash, tamaño y nombre del fichero .AFA

## Licencia de uso y protección de terceros
La licencia de uso para el programa Astrotite es llamada LUPP (Libre a Usuarios Pago a Profesionales) versión 2.3, tiene la peculiaridad de que los usuarios pueden usar Astrotite libremente siempre y cuando no pertenezcan ni sean profesionales ni sea usado el programa en o para el trabajo, tal y como indica la propia licencia.